# Anda jaleo
Anda jaleo es una canción de origen popular que fue grabada en 1931 con acordes de Federico García Lorca y la voz de La Argentinita en el sello discográfico La Voz de su Amo.

## Historia
Canción popular cuyo origen no tiene una fecha concreta. Fue grabada por el poeta español Federico García Lorca, quien hizo el arreglo musical y tocó el piano en la grabación. La cantante Encarnación López, conocida por el nombre artístico de La Argentinita, puso voz a la canción. Esta grabación se realizó en 1931 para el disco publicado con el título Colección de canciones populares españolas para el sello discográfico La Voz de su Amo.
Federico García Lorca y Encarnación López “La Argentinita” grabaron en total cinco discos gramofónicos de pizarra de 25 cm. y 78 revoluciones por minuto (rpm.). Al llevar una canción en cada cara, fueron diez los temas finalmente publicados. Los diez pertenecen a la música tradicional española:
- Zorongo gitano
- Los cuatro muleros
- Anda Jaleo
- En el Café de Chinitas
- Las tres hojas
- Los mozos de Monleón
- Los Pelegrinitos
- Nana de Sevilla
- Sevillanas del siglo XVIII
- Las morillas de Jaén

La parte principal de la interpretación corrió a cargo de “La Argentinita” (voz, castañuelas y zapateado), acompañada por Lorca al piano. Solo Anda jaleo tuvo además acompañamiento de orquesta.